# Лемминг Виноградова
Ле́мминг Виногра́дова (лат. Dicrostonyx vinogradovi) — выделяемый некоторыми авторами вид грызунов рода копытных леммингов семейства хомяковых. Видовое название дано в честь зоолога Б. С. Виноградова (1891—1958). Распространены на острове Врангеля.

## Систематика
Лемминг Виноградова изначально считался подвидом копытного лемминга, и только позже был выделен в самостоятельный вид. В настоящее время видовая самостоятельность таксона спорна. Красная книга МСОП (2016) рассматривает его как валидный вид, тогда как база данных Американского общества маммологов (ASM Mammal Diversity Database) перечисляет таксон как младший синоним Dicrostonyx groenlandicus (гренландский лемминг). Конспецифичность гренландского лемминга и лемминга Виноградова подтверждается комплексом кариологических и молекулярных данных.

## Внешний вид
Крупный вид леммингов, размер до 17 см. Кариотип стабильный (2n = 28). Общий окрас верхней части тела пепельно-серый, имеются небольшие примеси каштанового цвета, и небольшие пятна кремового цвета. Посредине спины находится ремешок чёрного цвета, который заметен только в области крестца. Голова тёмно-серого цвета, щёки светло-серого, возле основания ушей имеется небольшое рыжеватое пятно. Бока рыжеватого цвета, брюхо светло-серого. У молодых особей общий окрас серовато-бурый, чёрный ремешок хорошо заметен и посередине спины. Зимой лемминги Виноградова приобретают белый окрас. В отличие от других леммингов, у данного вида череп длиннее и крупнее по размерам, затылочная часть более расширенная.

## Поведение
В летнее время года лемминги Виноградова обитают в различных биотопах. Они предпочитают сухие каменистые склоны и долины рек с редкой, но обильной растительностью. Избегают чрезмерно влажных мест. Зимой лемминги поселяются в местах, где снежный покров устанавливается раньше всего — на холмах и склонах.
Основную часть питания леммингов Виноградова составляют кустарники и травы, в основном зерновые культуры. Запасаться едой на зиму эти животные начинают в конце июля — начале августа. максимальный объём запасов составляет около 10 кг.
Лемминги Виноградова строят целые комплексы нор, общая площадь которых может превышать 30 м², а количество выходов может быть 30 и более. Норы одноэтажные, глубиной до 25 см, но в некоторых случаях глубина нор может превышать 50 см.
За лето самки приносят 1—2 помёта, за зиму — 5—6 помётов. Летние выводки состоят, как правило, из 5—6 детёнышей, а зимние — из 3—4.

## Охранный статус
Лемминги Виноградова имеют ограниченную область распространения (около 10 000 км²). Численность популяции может существенно изменяться из года в год, что является природным явлением для данного вида. Весь остров Врангеля является охраняемой территорией. Официальный охранный статус для лемминга Виноградова — «DD» (Data Deficient, недостаточно данных), но практически он находится примерно между наименее угрожаемыми видами («LC») и уязвимыми видами («VU»).
Популяция лемминга Виноградова вместе с другими представителями фауны находится под охраной в государственном заповеднике «Остров Врангеля».